# Marš na Drino
Na Drino (bolj znana tudi kot Marš na Drino; srb. Марш на Дрину) je koračnica srbskega skladatelja Stanislava Biničkega. Skladba je nastala po odmevni zmagi srbske vojske nad avstro-ogrskimi silami v bitki na Ceru avgusta leta 1914.

## Naslov skladbe
Po zmagi so srbske enote preganjale oz. zasledovale umikajoče se napadalce do nekdanje srbsko-avstro-ogrske meje, ki je potekala na reki Drini.
Koračnico je skladatelj posvetil na Ceru padlemu srbskemu polkovniku Stojanoviću.

## Glasbeni primer
- Koračnica v izvedbi beograjske filharmonije